# Cieszyn (województwo wielkopolskie)
Cieszyn – wieś w gminie Sośnie, w powiecie ostrowskim, w województwie wielkopolskim. Liczy około 500 mieszkańców.

## Położenie
Położony przy południowej granicy powiatu i województwa, przy drodze powiatowej Odolanów–Twardogóra, na wysokości ok. 170–190 m n.p.m. (Olszowa Góra – 195 m), ok. 30 km na południowy zachód od Ostrowa Wielkopolskiego. Z trzech stron otoczony Lasem Moja Wola.

## Historia
Przez większość dziejów dzielił losy Śląska. Znany od 1155 roku jako wieś kościelna, własność biskupstwa wrocławskiego, a w latach 1622–1939 własność kapituły katedralnej we Wrocławiu.
Przed 1932 rokiem miejscowość położona była w powiecie odolanowskim. W latach 1932–1975 i od 1999 w powiecie ostrowskim. Po 1945 roku należał do województwa poznańskiego, obecnie do wielkopolskiego. W latach 1975–1998 w województwie kaliskim
W latach 1954–1961 wieś należała i była siedzibą władz gromady Cieszyn, po jej zniesieniu w gromadzie Sośnie, od 1973 r. w gminie Sośnie.

## Zabytki
- Kościół p.w. św. Michała Archanioła, barokowy, sprzed 1697 roku, posiadający czterokondygnacyjną wieżę na planie kwadratu, dachy dwuspadowe, prezbiterium ze sklepieniem kolebkowym z lunetami oraz późnogotyckie rzeźby na wyposażeniu. Pierwsze zapiski o kościele pochodzą z 1580 r., należy do Diecezji kaliskiej. Ołtarze zostały przeniesione z kolegiaty Św. Krzyża i św. Bartłomieja z Wrocławia po 1812 r., kiedy wrocławska kapituła katedralna przejęła patronat nad świątynią cieszyńską[3]. 
  - Ołtarz główny, barokowy, z 1661 roku, po bokach dwie gotyckie rzeźby, całość przyozdobiona płaskorzeźbami czterech ewangelistów oraz obrazem Michał Archanioł,
  - Ołtarz boczny lewy, barokowy, z XVII wieku,
  - Ołtarz boczny prawy, barokowy, z 1657 roku, z gotycką płaskorzeźbą z 1499 roku, przedstawiającą św. Jana Chrzciciela na puszczy oraz, w zwieńczeniu, z obrazem i rzeźbami z XVIII wieku. Płaskorzeźba z wyobrażeniem Jana Chrzciciela ma powierzchnię ok. 1 m². Została ona podczas okupacji odnowiona przez Niemców i wmontowana w nową ramę, dlatego też nie wiadomo, czy była to część małego poliptyku, czy też zachowała się w tym zabytku jedna z kwater większego zespołu plastycznego. Dzieło przypisywane jest uczniowi Wita Stwosza. Wskazywane są podobieństwa stylistyczne do Stwoszowego ołtarza w Kościele Mariackim w Krakowie, choć możliwe jest również, że autor  czerpał wzory z dzieł niemieckich, niderlandzkich i flamandzkich mistrzów, działających na terenie Szwabii[3].

- - Chór z gotycką rzeźbą Chrystusa Frasobliwego ponad nim.
  - Dzwonnica z dzwonem z 1640 roku.
  - Mur z wnękami.
- Dwór z końca XVIII wieku, rozbudowywany w końcu XIX wieku, piętrowy, szachulcowy, z dachem czterospadowym, zniekształcony remontami po 1945 roku.
  - Rzeźby, przedstawiające św. Jana Nepomucena i św. Floriana, ustawione przy bramie wjazdowej do dworu, późnobarokowe, z XVIII wieku, wykonane z piaskowca.
- Domy o konstrukcji zrębowej.
- Były urząd celny przy ulicy Wielkopolskiej (obecnie budynek mieszkalny).

## Przyroda
- Park Krajobrazowy Dolina Baryczy,
- Obszar Chronionego Krajobrazu Wzgórza Ostrzeszowskie i Kotlina Odolanowska,
- Las Moja Wola.

## Części wsi
- Cieszyn,
- Dobrzec,
- Łomy,
- Piła,
- Przydziałki,
- Łacnów
- Nowy Świat
- Kopalina.